# (39137) 2000 WX62
2000 دابليو أكس 62 (ويعرف أيضًا باسم (39137) 2000 دابليو أكس 62 وفق تسمية الكوكب الصغير) (بالإنجليزية: 2000 WX62)‏ هو كويكب ضمن حزام الكويكبات؛ وترتيبه 39137 من حيث الاكتشاف.
اكتُشف هذا الجُرم الفلكي بواسطة William Kwong Yu Yeung ‏ في 26 نوفمبر 2000.

## وصلات خارجية
- (39137) 2000 WX62 في قاعدة بيانات مختبر الدفع النفاث لأجرام النظام الشمسي الصغيرة

- الاكتشاف · مخطط المدار ·  العناصر المدارية · المعلمات المادية

- (39137) 2000 WX62 على موقع ويكي سكاي: DSS2, SDSS, GALEX, IRAS, Hydrogen α, X-Ray, Astrophoto, Sky Map, Articles and images